# Чикаго Екзекьютів (аеропорт)
Чикаго Екзекьютів аеропорт (IATA: PWK, ICAO: KPWK), (англ. Chicago Executive Airport) — колишній Муніципальний аеропорт Палуокі — державний аеропорт за 18 миль (33 км) на північний захід від Чикаго, у селищі Вілінг в окрузі Кук, штат Іллінойс, США. Належить місту Проспект-Гайтс і селищу Вілінг. airport website
Аеропорт реєструє понад 77 000 злетів і посадок щороку і є четвертим за завантаженістю аеропортом в Іллінойсі.